# Curimata knerii
Curimata knerii är en fiskart som först beskrevs av Steindachner, 1876.  Curimata knerii ingår i släktet Curimata och familjen Curimatidae. Inga underarter finns listade i Catalogue of Life.